# Louvie-Juzon
Louvie-Juzon är en kommun i departementet Pyrénées-Atlantiques i regionen Nouvelle-Aquitaine i sydvästra Frankrike. Kommunen ligger i kantonen Arudy som tillhör arrondissementet Oloron-Sainte-Marie. År 2022 hade Louvie-Juzon 1 073 invånare.

## Befolkningsutveckling
Antalet invånare i kommunen Louvie-Juzon
| Referens: INSEE |